# Lac Rapel
Le Lac Rapel est un lac artificiel chilien, situé dans la Région du Libertador General Bernardo O'Higgins. Situé dans Chaîne côtière chilienne, il est alimenté par les fleuves Cachapoal et Tinguiririca. Il donne, à son tour, naissance au Río Rapel.
Le barrage a été construit pour permettre la mise en service de la centrale hydroélectrique de Rapel, d'une puissance de 350 MW.